# لاري موراي
لاري موراي هو موظف مدني كندي، ولد في 6 يونيو 1947 في ستراتفورد في كندا.